# Prolongement de la rue de Rennes (Paris)
De 1853 jusqu’au début des années 1960, le projet de prolongement de la rue de Rennes a fait l’objet d’études et de controverses.

## Histoire
Dès l’ouverture de la gare de l’Ouest, en 1848, la question de sa desserte vers le centre de Paris s’est posée. Elle a été partiellement résolue par le percement de la rue de Rennes. Celui-ci a été réalisé en plusieurs étapes : le premier tronçon, entre la gare et les rues du Regard et de Vaugirard, est ouvert en 1854, le second jusqu’au boulevard Saint-Germain, entre 1866 et 1870. Les travaux cessèrent à la suite de la guerre de 1870 et de la Commune. En 1888 et en 1890, les habitants du 6e arrondissement réclament, par pétitions, qu’une jonction avec la rive droite soit établie. 

### Premier tracé
Un projet prévoyait, dès 1852, une voie reliant le pont Neuf à la rue de Rennes, alors en construction. Elle passait par la rue de Nevers, élargie, le marché Saint-Germain, le chevet de l'église de Saint-Germain-des-Prés et rejoignait le carrefour formé par les rues du Vieux-Colombier et Madame.

### Second tracé
En janvier 1902, le conseil municipal examine le tracé prévoyant de passer par le parvis de l’église de Saint-Germain-des-prés, traverser les rues Jacob, Visconti et de Seine, démolir les deuxième et troisième cours de l'Institut et rejoindre le pont-Neuf ou créer un nouveau pont.

### Autres tracés
D’autres variantes ont été proposées :
- une voie en Y partant du pont du Carrousel et se dirigeant vers Saint-Germain-des-prés et vers la rue du Bac en direction des Invalides. Seule la rue de Montalembert a été percée ;
- une voie passant entre l’Institut et hôtel de la Monnaie.

### Franchissement de la Seine
En fonction des différents projets, plusieurs propositions ont été faites pour créer ou transformer des ponts : 
- élargissement du pont du Carrousel ;
- remplacement du pont des Arts ;
- aménagement ou remplacement du pont-Neuf ;
- Eugène Hénard dessine un « pont en X » en remplacement du pont-Neuf.

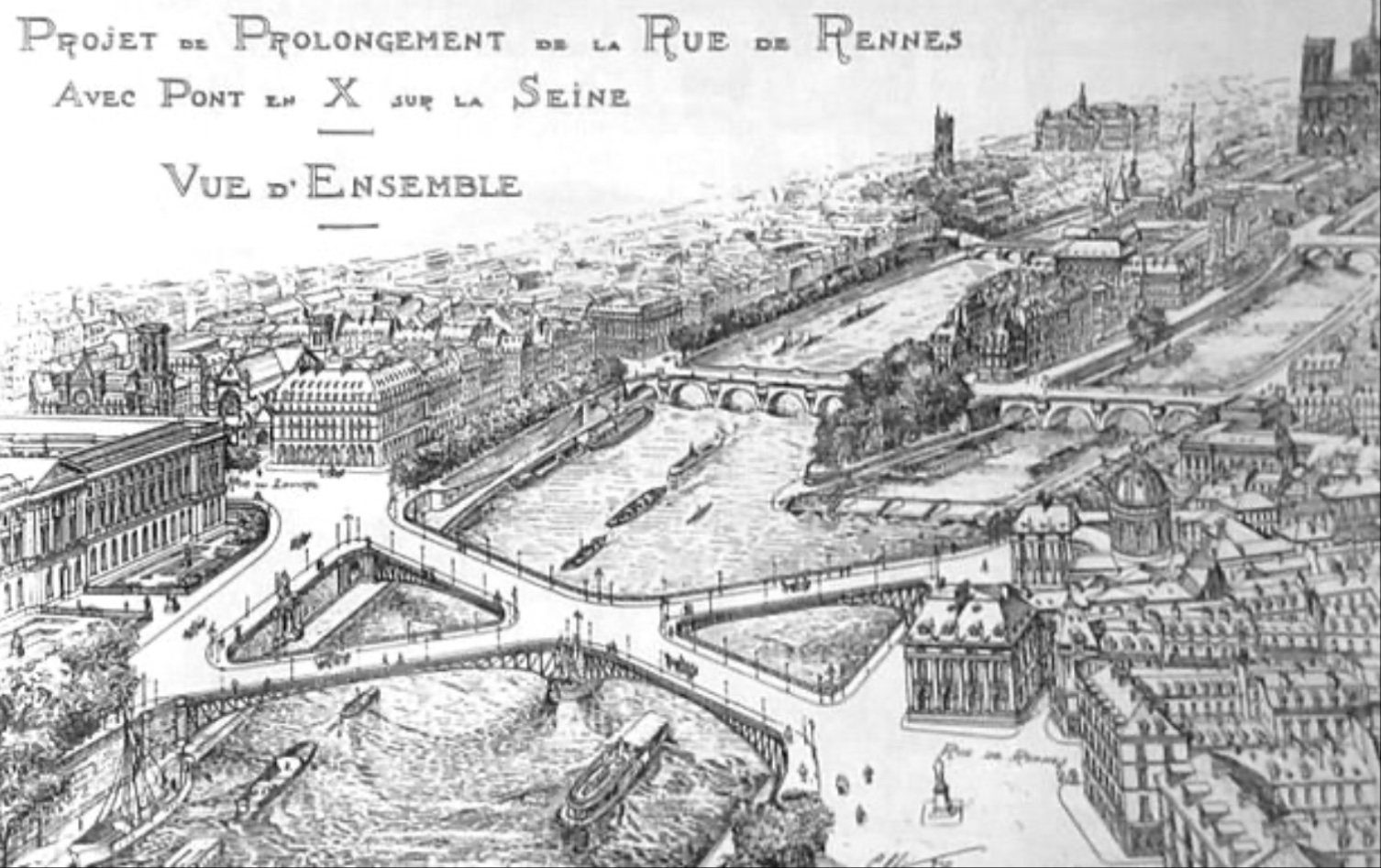
Projet de pont en X de E. Hénard.

## Empreintes dans le tissu urbain
Des projets ont eu, quelques fois, des débuts de réalisation :
- le pont du Carrousel est élargi ;
- la rue de Montalembert est percée ;
- plaque « rue de Rennes » au No 6 de la place Saint-Germain-des-Prés ;

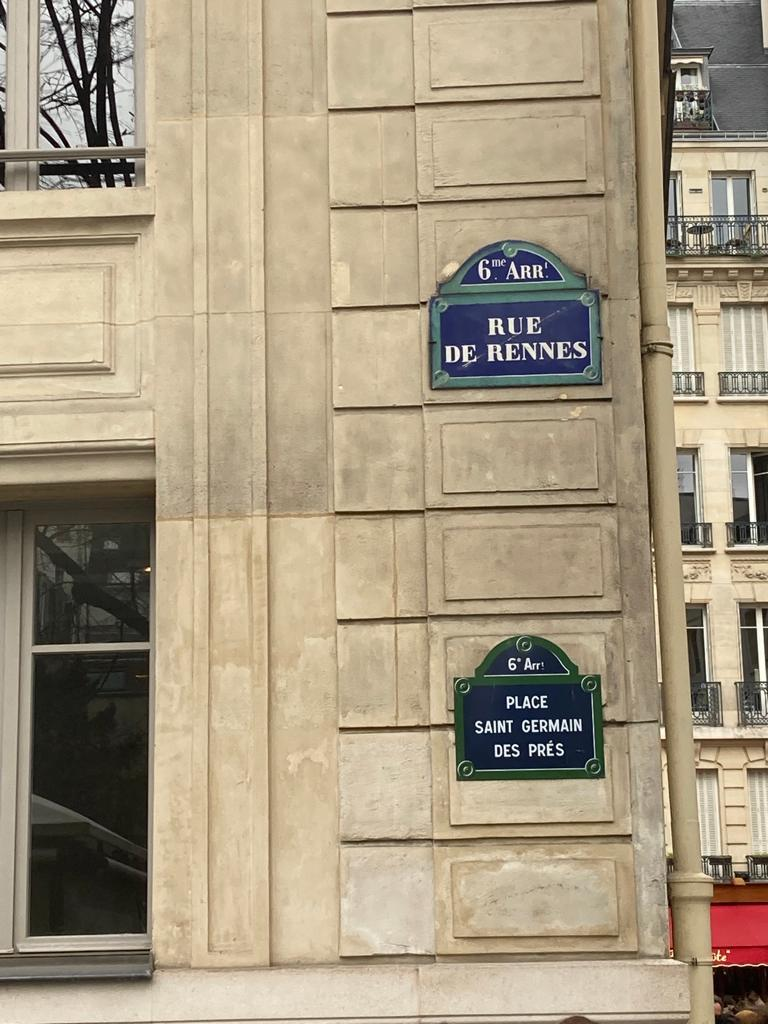
Plaque « rue de Rennes » sur la place Saint-Germain-des-Prés.

- la numérotation de la rue de Rennes commence aux Nos 41 et 44.

## Sources
- « La rue de Rennes, un siècle d'hésitations », sur ruederennes.com (consulté le 31 décembre 2023).
- Pierre Pinon et Bénédicte Loisiel, Atlas du Paris haussmannien: la ville en héritage du Second Empire à nos jours, Parigramme, 2016 (ISBN 978-2-37395-008-3).
- Michel Huard, Paris empreintes secrètes: quand la forme des rues révèle villages, remparts et châteaux disparus, Parigramme, 2021 (ISBN 978-2-37395-095-3).
- « On l'a échappé belle ! », sur ruevisconti.com (consulté le 31 décembre 2023).